# Hrabstwo McMinn
Hrabstwo McMinn (ang. McMinn County) – hrabstwo w stanie Tennessee w Stanach Zjednoczonych. Obszar całkowity hrabstwa obejmuje powierzchnię 432,22 mil² (1119,44 km²). Według szacunków United States Census Bureau w roku 2009 miało 52 739 mieszkańców.
Hrabstwo powstało w 1819 roku.

## Miasta
- Athens
- Calhoun
- Englewood
- Etowah
- Niota[4]

## CDP
- Riceville[4]

| Populacja hrabstwa w poprzednich latach | Populacja hrabstwa w poprzednich latach |
| Rok                                     | Liczba ludności                         |
| --------------------------------------- | --------------------------------------- |
| 1980                                    | 41 622                                  |
| 1990                                    | 42 383                                  |
| 2000                                    | 49 015                                  |
| 2005                                    | 51 327                                  |